# TEE Vesuvio
Vesuvio è una relazione ferroviaria Trans Europ Express (TEE) operativa dal 1973 al 1987 tra Milano e Napoli; questo TEE, era costituito da vetture tipo gran comfort. Negli ultimi anni di esercizio, con il completamento della direttissima, era impostato con velocità di esercizio fino a 200 km/h; è stato sostituito da un omonimo InterCity con vetture di 1ª e 2ª classe.

## Percorso e fermate
Si riporta di seguito l'orario del 1975:
| TEE 95 | km  | Fermata                     | TEE 92 |
| ------ | --- | --------------------------- | ------ |
| 10.00  | 0   | Milano Centrale             | 23.35  |
| 11.47  | 219 | Bologna Centrale            | 21.51  |
| 12.57  | 316 | Firenze Santa Maria Novella | 20.41  |
| 16.13  | 632 | Roma Termini                | 17.35  |
| 17.48  | 846 | Napoli Mergellina           | 15.45  |